# Prionyx lividocinctus
Prionyx lividocinctus é uma espécie de insetos himenópteros, mais especificamente de vespas pertencente à família Sphecidae.
A autoridade científica da espécie é A. Costa, tendo sido descrita no ano de 1858.
Trata-se de uma espécie presente no território português.